# Audi 90
L'Audi 90 è un'autovettura di tipo berlina, derivata dalla 80, prodotta dalla casa automobilistica tedesca Audi tra il 1984 e il 1991 in due serie, più una terza serie riservata però solamente ai mercati nordamericani.

## Serie B2 (1984-1986)
Nel 1984 l'intera gamma delle 80 subisce un profondo aggiornamento estetico, soprattutto nella parte frontale. Allo stesso tempo le versioni a 5 cilindri vengono "trasferite" sulla 90, nuova declinazione della fortunata berlina di Ingolstadt che va a posizionarsi in una categoria superiore come già avvenuto con la 200 nei confronti della 100. La carrozzeria viene modificata con scudi anteriori e posteriori più aerodinamici e con un profilo che percorre la base della fiancata. La parte posteriore è immediatamente riconoscibile per la caratteristica fascia catarifrangente integrata con i gruppi ottici, mentre all'interno le differenze sono ancora più marcate perché la plancia, i rivestimenti e la dotazione sono più ricchi: la 90 può contare su chiusura centralizzata delle portiere, fari di profondità supplementari integrati nella parabola e le cinture di sicurezza anche per i passeggeri posteriori. A richiesta è possibile avere il condizionatore d'aria, cerchi in lega, alzacristalli elettrici, sedili anatomici, volante rivestito in pelle, e soltanto per la "2200" l'ABS. Le motorizzazioni disponibili, quindi, sono il 2.0 da 115 CV e il 2.2 da 136 CV (adesso nella nuova declinazione di 2226 cm³), abbinabile alla normale trazione anteriore oppure alla trazione integrale permanente "quattro" con differenziale centrale Torsen e posteriore a bloccaggio manuale. Solo in un secondo momento vi si aggiunsero anche un 2.2 depotenziato a 120 CV (solo a trazione anteriore) ed un 1.6 turbodiesel da appena 70 CV, commercializzato nel solo anno 1986. Quest'ultimo fu l'unico motore a 4 cilindri presente nella gamma dell'Audi 90 su base B2. Per quanto riguarda l'impianto frenante, le versioni con motore 2.2 furono le uniche a montare dischi su entrambi gli assi, mentre le altre motorizzazioni vennero abbinate ad un impianto frenante misto. Il cambio era di tipo manuale a 5 marce.
La produzione terminò nel 1987 con un totale di 109.070 esemplari prodotti.

### Motorizzazioni
Di seguito vengono riepilogate le caratteristiche delle versioni della gamma dell'Audi 90 su base B2:
| Audi 90 B2 (1984-87) |                 |            |                                                                          |                |               |           |                    |              |                     |                    |                    |                    |                           |
| Modello              | Motore          | Cilindrata | Alimentazione                                                            | Potenza CV/rpm | Coppia Nm/rpm | Trazione  | Massa a vuoto (kg) | Velocità max | Acceler. 0–100 km/h | Consumo (l/100 km) | Anni di produzione | Esemplari prodotti | Prezzo al debutto (in DM) |
| Versioni a benzina   |                 |            |                                                                          |                |               |           |                    |              |                     |                    |                    |                    |                           |
| 90 2.0               | EA828 (JS)      | 1994       | Iniezione meccanica indiretta Bosch K-Jetronic                           | 115/5400       | 165/3200      | Anteriore | 1.060              | 187          | 9"5                 | 8,6                | 1984-86            | 22.656             | 27.490                    |
| 90 2.0 Kat           | EA828 (KX)      | 1994       | Iniezione meccanica indiretta Bosch KE-Jetronic                          | 115/5500       | 165/2500      | Anteriore | 1.060              | 187          | 9"5                 | 9,4                | 1986-87            | 22.656             | 32.320                    |
| 90 2.2 quattro       | EA828 (JT)      | 2226       | Iniezione meccanica indiretta Bosch KE-Jetronic                          | 120/5500       | 170/3000      | Integrale | 1.200              | 189          | 9"6                 | 10,3               | 1985-86            | 39.382             | 40.195                    |
| 90 2.2               | EA828 (KV o HY) | 2226       | Iniezione meccanica indiretta Bosch K-Jetronic                           | 136/5700       | 186/3500      | Anteriore | 1.060              | 200          | 8"6                 | 9                  | 1984-86            | 39.382             | 30.900                    |
| 90 2.2 quattro Kat   | EA828 (KV o HY) | 2226       | Iniezione meccanica indiretta Bosch K-Jetronic                           | 136/5700       | 186/3500      | Integrale | 1.200              | 200          | 8"9                 | 9,8                | 1984-86            | 39.382             | 37.495                    |
| Versioni diesel      |                 |            |                                                                          |                |               |           |                    |              |                     |                    |                    |                    |                           |
| 90 1.6 TD            | EA827 (CY)      | 1588       | Turbodiesel, iniezione indiretta con precamera, pompa di iniezione Bosch | 70/4500        | 133/2600      | Anteriore | 1.080              | 158          | 14"4                | 8,5                | 1986               | 4.067              | 28.915                    |

## Serie B3 (1987-1991)

### Caratteristiche

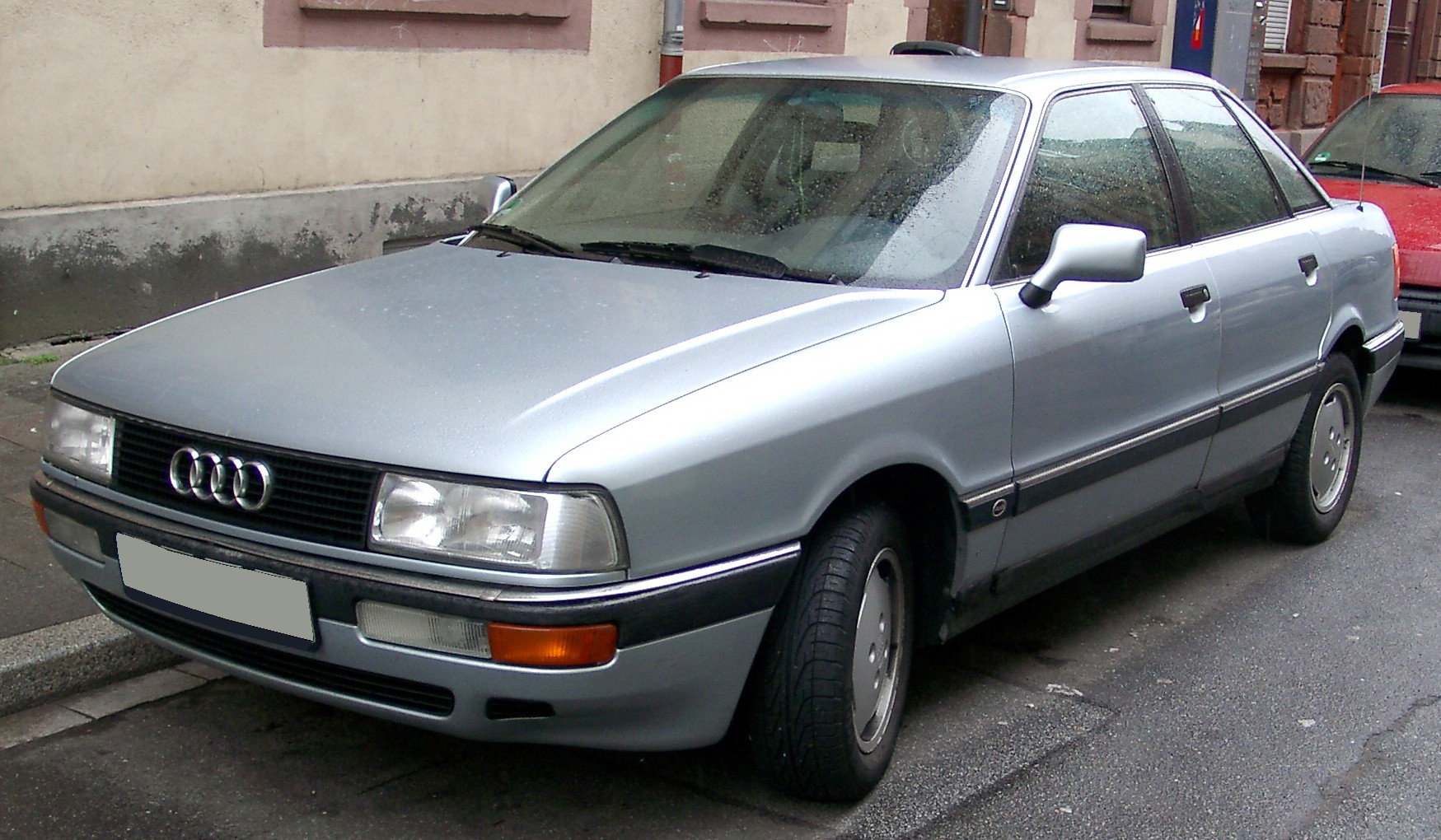
Vista anteriore

Con il passaggio alla serie B3 della 80 (1986), nel 1987 venne riproposta la 90, con le solite modifiche rispetto alla 80 (paraurti in tinta, frontale con fari e mascherina rivisti, gruppi ottici posteriori ampliati e interni più curati) e motori a 5 cilindri a benzina o 4 cilindri turbodiesel.
In generale, la gamma d'esordio prevedeva due sole varianti:
- 90 2.0 E: versione medio-bassa di gamma, spinta dal 5 cilindri in linea di 1994 cm³ a iniezione elettronica (siglato PS) da 115 CV;
- 90 2.3 E: motore NG da 2309 cm³ a 2 valvole per cilindro con potenza massima di 136 CV e trazione anteriore o integrale.

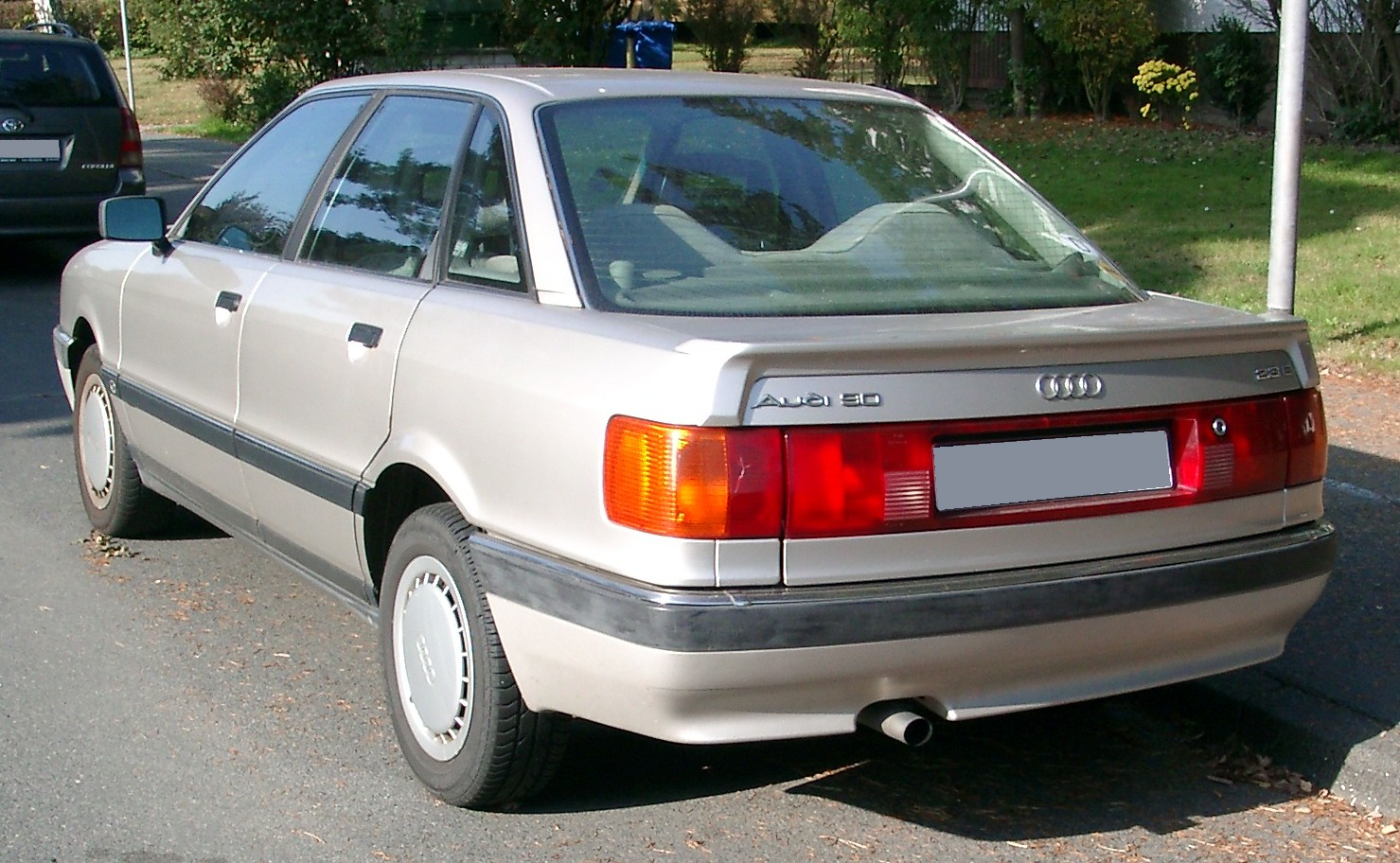
Posteriore dell'Audi 90 di seconda generazione

In seguito arrivarono un 2.3 a 4 valvole per cilindro con potenza massima di 170 CV e una ben più economa versione 1.6 turbodiesel da 80 CV di potenza massima. Nel solo mercato italiano, dove all'epoca vigeva un regime fiscale particolarmente severo con le motorizzazioni superiori ai due litri di cilindrata, vennero proposte due unità motoristiche alternative: un'unità da 1.8 litri (dal 1990) con potenza massima di 112 CV ed un 2 litri a 4 valvole per cilindro con potenza massima di 158 CV. Quest'ultima fu un'alternativa al 2.3 da 170 CV che invece venne proposto in altri mercati europei. Quanto al 1.8, esso fu il solo 4 cilindri a benzina montato sotto il cofano di un'Audi 90. La produzione dell'Audi 90 cessò nel novembre 1991 con un totale di 141.809 esemplari.
Di seguito vengono riepilogate le caratteristiche delle varie motorizzazioni previste nella gamma dell'Audi 90 su base B3:

### Motorizzazioni[3]
| Audi 90 B2 (1984-87)                                                   |                 |            |                                                                                       |                |               |           |                    |              |                     |                    |                    |                    |                           |
| Modello                                                                | Motore          | Cilindrata | Alimentazione                                                                         | Potenza CV/rpm | Coppia Nm/rpm | Trazione  | Massa a vuoto (kg) | Velocità max | Acceler. 0–100 km/h | Consumo (l/100 km) | Anni di produzione | Esemplari prodotti | Prezzo al debutto (in DM) |
| Versioni a benzina                                                     |                 |            |                                                                                       |                |               |           |                    |              |                     |                    |                    |                    |                           |
| 90 1.8 E1                                                              | EA827 (DZ)      | 1781       | Iniezione meccanica indiretta a controllo elettronico Bosch KE-Jetronic               | 112/5800       | 160/3400      | Anteriore | 1.050              | 194          | 9"6                 | 7,6                | 1990-19911         | 668                | - 1                       |
| 90 2.0 E                                                               | EA828 (PS)      | 1994       | Iniezione meccanica indiretta a controllo elettronico Bosch KE-Jetronic               | 115/5400       | 172/4000      | Anteriore | 1.110              | 196          | 9"8                 | 9,2                | 1987-91            | 26.532             | 34.345                    |
| 90 2.0 20V1                                                            | EA828 (NM)      | 1994       | Iniezione elettronica indiretta Hitachi                                               | 158/6200       | 196           | Anteriore | 1.165              | 215          | 9"                  | 9,3                | 1988-911           | 2.966              | - 1                       |
| 90 2.0 20V quattro1                                                    | EA828 (NM)      | 1994       | Iniezione elettronica indiretta Hitachi                                               | 158/6200       | 196           | Integrale | 1.275              | 215          | 9"                  | 9,7                | 1988-91            | 2.966              | - 1                       |
| 90 2.3 E2                                                              | EA828 (NG)      | 2309       | Iniezione meccanica indiretta a controllo elettronico Bosch KE-Jetronic               | 136/5700       | 186/4000      | Anteriore | 1.190              | 206          | 8"9                 | 8,8                | 1987-912           | 70.155             | 36.500                    |
| 90 2.3 E quattro2                                                      | EA828 (NG)      | 2309       | Iniezione meccanica indiretta a controllo elettronico Bosch KE-Jetronic               | 136/5700       | 186/4000      | Integrale | 1.280              | 206          | 8"9                 | 9,1                | 1987-912           | 70.155             | 47.100                    |
| 90 2.3 20V2                                                            | EA828 (7A)      | 2309       | Iniezione elettronica indiretta Hitachi                                               | 170/6000       | 220/4500      | Anteriore | 1.300              | 220          | 8"6                 | 9,6                | 1989-912           | 9.508              | 46.940                    |
| 90 2.3 20V quattro2                                                    | EA828 (7A)      | 2309       | Iniezione elettronica indiretta Hitachi                                               | 170/6000       | 220/4500      | Integrale | 1.360              | 220          | 8"4                 | 10,2               | 1989-912           | 9.508              | 53.215                    |
| Versioni a gasolio                                                     |                 |            |                                                                                       |                |               |           |                    |              |                     |                    |                    |                    |                           |
| 90 1.6 TD                                                              | EA827 (RA o SB) | 1588       | Turbodiesel iniezione indiretta con precamera, pompa di iniezione Bosch e intercooler | 80/4500        | 155/2800      | Anteriore | 1.070              | 174          | 14"6                | 5,6                | 1988-90            | 1.880              | 32.215                    |
| Note: 1Prevista solo nel mercato italiano 2Non per il mercato italiano |                 |            |                                                                                       |                |               |           |                    |              |                     |                    |                    |                    |                           |

## SerieB4per il Nordamerica

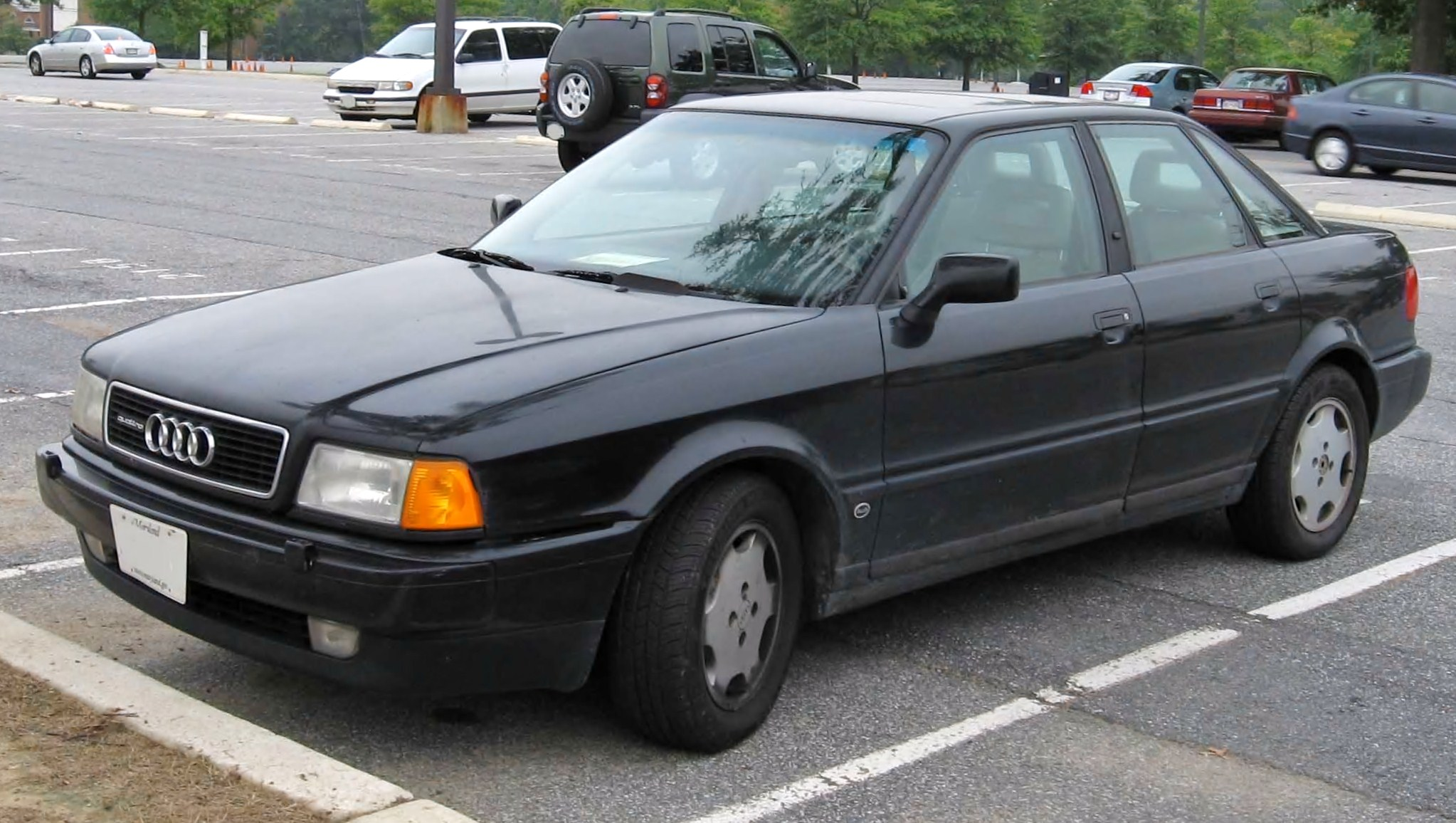
Un'Audi 90 B4, ossia un'Audi 80 B4 per i mercati nordamericani

L'unica Audi 90 prodotta su base B4 fu quella destinata ai mercati nordamericani. Si trattava in pratica di un'Audi 80 B4 dotata di paraurti più sporgenti e dispositivi di illuminazione conformi alle normative di sicurezza vigenti all'epoca negli Stati Uniti e in Canada. Le Audi 90 B4 dovevano infatti essere sottoposte a crash-test specifici per essere omologate agli standard nordamericani. Le plastiche degli indicatori di direzione erano arancioni anziché bianchi, sempre per soddisfare le normative locali. Le due motorizzazioni previste per le Audi 90 B4 furono i V6 proposti anche nei listini europei come parte della gamma dell'Audi 80 B4, ossia quelli da 2,6 e 2,8 litri. La dotazione di serie per entrambe le motorizzazioni era più ricca rispetto a quella delle versioni europee e comprendeva fra l'altro: cambio automatico, vetri elettrici, climatizzatore, computer di bordo, sedili riscaldabili e rivestiti in pelle e doppio airbag. Gli airbag per le Audi 90 B4 erano fra l'altro di maggiori dimensioni rispetto a quelli montati nelle contemporanee Audi 80 destinate al Vecchio Continente. A differenza delle B4 europee, l'Audi 90 B4 non venne mai commercializzata come station wagon, ma inizialmente come berlina e, solo in un secondo momento, in versione scoperta, con carrozzeria mutuata dall'Audi Cabriolet.

## Attività sportiva

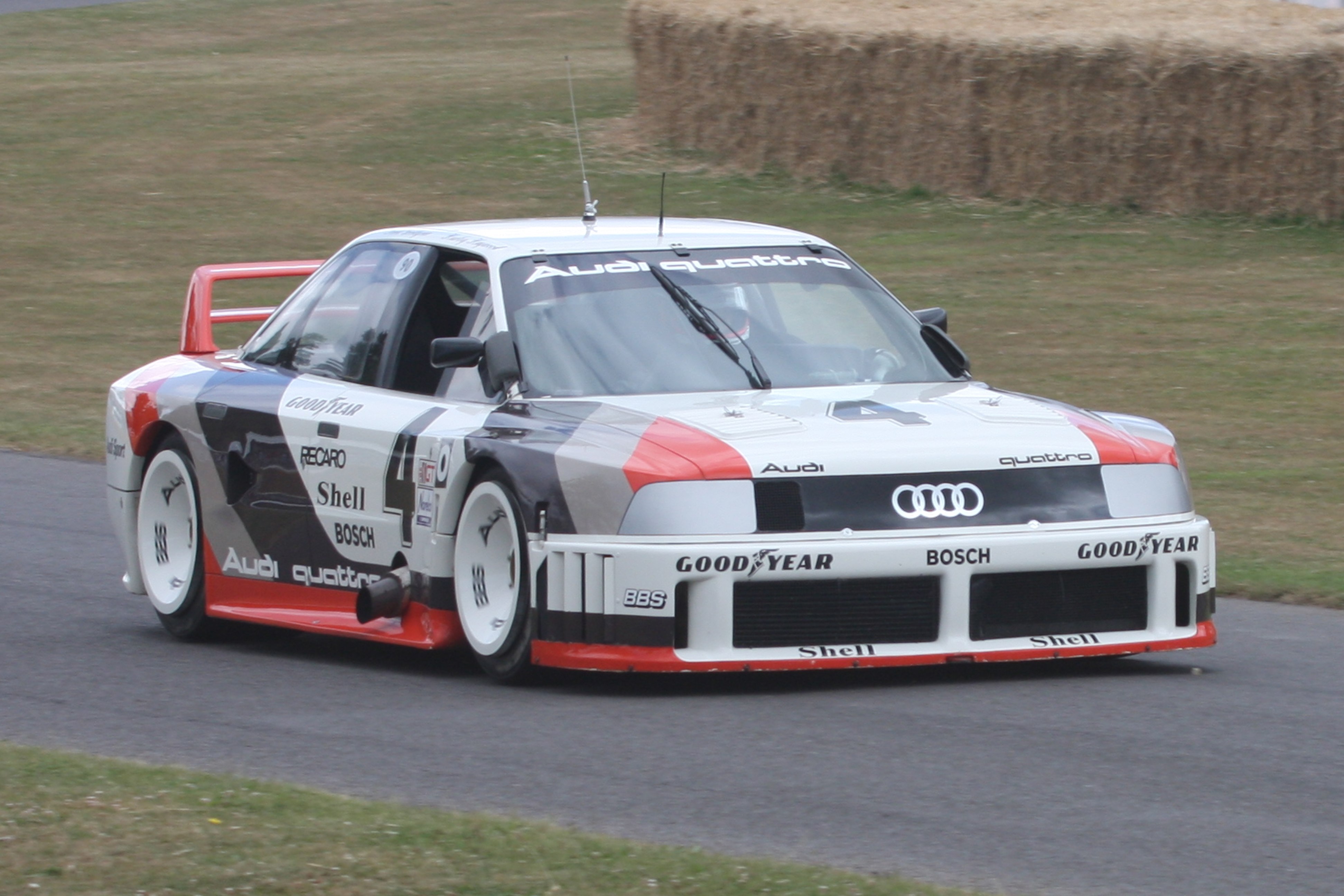
Audi Quattro IMSA GTO

Nel 1989 l'Audi 90 venne impiegata nel campionato IMSA GTO riservato a vetture ad alte prestazioni derivate dalla produzione in serie. La carrozzeria venne resa estremamente aerodinamica dopo numerosi test in galleria del vento e fu montata su di un telaio tubolare space-frame. Quasi tutto il corpo era in materiale composito, eccezion fatta per il tetto che era ripreso direttamente dalle vetture di serie. Per non intaccare la fluidità della linea, il terminale del tubo di scarico venne alloggiato nella portiera. Le sospensioni erano costituite da doppi bracci oscillanti con molle elicoidali, mentre i l'impianto frenante presentava quattro freni a disco. Il propulsore 2,2 era abbinato ad un turbocompressore KKK che permetteva di generare una potenza di 700 CV e una coppia di 720 Nm. il tutto era gestito da un cambio manuale a sei marce.
Il team Audi of America affidò la vettura ai piloti Hurley Haywood e Hans-Joachim Stuck e per le gare di durata furono ingaggiati anche Scott Goodyear e Walter Röhrl. La prima corsa fu una gara sprint di 45 minuti svoltasi a Miami, ma nessuno degli esemplari arrivò al traguardo. La corsa successiva al Summit Point fu invece un successo firmato con una doppietta. In totale furono vinte altre sei gare su nove disputate, ma i punti non permisero alla squadra di andare oltre il secondo posto, in quanto il campionato fu vinto da Pete Halsmer con la Mercury Cougar XR7.